# Stephen Griffiths
Stephen Shaun Griffiths (24 de dezembro de 1969, Dewsbury, West Yorkshire), é um  assassino em série inglês, que foi preso em maio de 2010 acusado de matar três prostitutas na cidade de Bradford, no norte da Inglaterra. Ele ficou conhecido como o "Canibal da Besta", por utilizar uma Besta em seus crimes.

## História
Durante sua adolescência, Griffiths foi aluno na Queen Elizabeth Grammar School, Wakefield. Ele se graduou na Universidade de Leeds em psicologia e realizava estudos de pós-graduação em Criminologia na Universidade de Bradford no momento da sua detenção. Quando ele foi preso, faziam 10 anos que Griffiths não via seu pai, desde que esse se separou de sua mãe, Griffiths viveu muitos anos com ela mais um irmão e uma irmã. Ele é suspeito de ter assassinado pelo menos três prostitutas em Yorkshire, Inglaterra. "Solitário e obcecado por prostitutas." É assim que os vizinhos o descrevem. A detenção de Griffiths, que foi para o tribunal no dia 28 de maio de 2010, foi possível graças às câmaras de vigilância colocadas durante a investigação, destacando-se a atitude suspeita de "um homem de sobretudo longo e óculos escuros". O homem de 40 anos foi detido na noite de 24 de maio de 2010, depois de a polícia ter encontrado partes do cadáver de uma mulher flutuando no rio Aire, em Shipley. Suzanne Blamires, de 36 anos, foi vista pela última vez em 21 de maio, no bairro de prostituição de Bradford. 
Griffiths foi apontado como o último cliente que a prostituta tinha atendido. "Era uma moça inteligente, estava estudando para ser enfermeira", contou a mãe de Suzanne à BBC, explicando que as drogas desviaram a filha. "O que aconteceu com ela jamais sairá de minha cabeça. Ninguém merece isto", disse ainda Nicky Blamires. Suzanne foi morta com disparos de um besta. Mais de 80 policiais invadiram o apartamento de Griffiths após checarem um vídeo de segurança que o incriminava. A este caso somam-se os desaparecimentos de outras duas prostitutas: Shelley Armitage, de 31 anos, com paradeiro desconhecido desde Abril, e Susan Rushworth, de 43 anos, que ninguém viu desde Junho de 2009. Outro tecido humano encontrado no mesmo rio que Blamires foi encontrada estabeleceu-se mais tarde pertencer a Armitage. Mas o quebra-cabeça pode ser maior, a confirmarem-se as suspeitas da polícia de que Griffiths tenha responsabilidade no desaparecimento de outras três prostitutas em 1999 e no homicídio de uma quarta, identificada como Rebecca Hall de 19 anos, cujo corpo foi encontrado na mesma região. 
Aos 17 anos de idade Griffiths foi condenado a 3 anos de detenção por um ataque a faca, contra o gerente de um supermercado. Enquanto se encontrava detido ele foi diagnosticado como um "sádico, psicopata esquizoide" e depois passou um tempo no hospital de alta segurança Rampton, mas não foi considerado doente mental. Nesse período em Rampton ele teria dito a funcionários da justiça, que ele imaginava tornar-se um assassino.
Em 1992, ele foi condenado a dois anos de prisão por tumulto e posse de uma arma de maneira ofensiva. Ele teria intimidado uma jovem segurando contra sua garganta uma faca. No ano seguinte, ele foi colocado em liberdade condicional por posse de uma faca em público e teve sua sentença de prisão suspensa.
Em 2009, Griffiths foi admitido na Universidade de Bradford para escrever um PhD em estudos de homicídio. Até dois anos antes de cometer seus crimes Stephen estava sendo observado pela polícia. Nesse período policiais averiguaram que Stephen estava envolvido com muitas leituras a respeito de desmembramento, mas nada podiam fazer contra ele, afinal ler não é crime. Ele teve também uma faca e uma besta de caça apreendidas por policiais nessa mesma época.
No MySpace, o estudante de Criminologia, solteiro, mantinha um perfil com o nome de "Ven Pariah", figura mítica da demonologia, onde postava frases de assassinos notórios, serial killers, assassinos em massa, terroristas e criminosos de guerra, principalmente sobre nazistas e fazia apologia do castigo duro contra "aqueles que sujam a sociedade". No mesmo perfil, encerrado pela polícia, havia referências a Peter Sutcliffe, o Estripador de Yorkshire, que foi comprovado ter assassinado 13 prostitutas na década de 70. Confirmando-se a autoria de todos os assassínios, Griffiths será o segundo mais violento assassino em série da história moderna britânica. 
Griffiths tinha também afirmado que comera partes das duas primeiras vítimas, cozidas, e de Blamires, cruas. “É parte da magia”, comentara à polícia. No rio Aire foram encontrados 81 pedaços diferentes do corpo da vítima, e a sua cabeça cortada, com uma faca quebrada e uma flecha de besta na cabeça.
O assassino, 40 anos, era fascinado por assassinos em série e estava a fazer um mestrado em criminologia na Universidade de Bradford, com uma tese sobre assassinos do século XIX, como "Jack, o estripador". Após ser preso em 24 de maio de 2010, Griffiths apareceu no tribunal de magistrados, como já havia dito na manhã de 28 de maio, dando seu nome como "The Cannibal Crossbow" ou “O Cannibal da Besta”. Ele fez uma segunda aparição no Tribunal da Coroa Britânica em 07 de junho através de um link de vídeo de dentro da prisão de Wakefield, onde aguarda julgamento que ocorrerá em 16 de novembro de 2010. Enquanto estava na prisão, Griffiths tentou suicídio várias vezes.

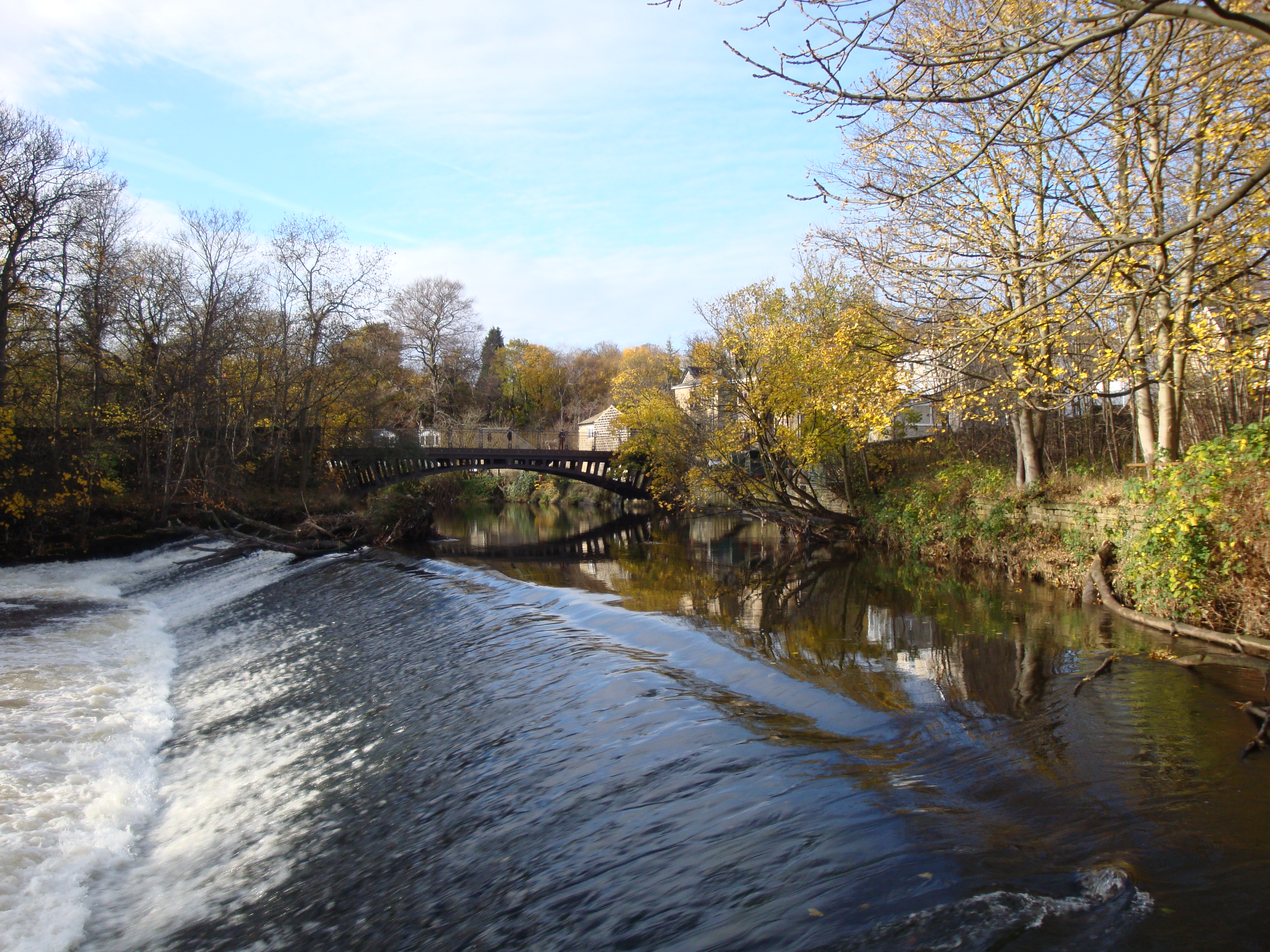
Rio Aire em West Yorkshire.